# Service coréen de la culture et de l'information

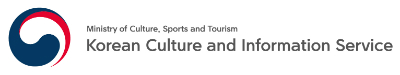
Logo du KOCIS.

Le service coréen de la culture et de l'information (Korean Culture and Information Service (KOCIS), en anglais) est un organisme public du ministère coréen de la Culture, des Sports et du Tourisme. Il a pour vocation de faire connaître, à l'étranger, la culture de la Corée du Sud.

## Localisation
En 2017, le service coréen de la culture et de l'information est installé près du fleuve Geum, à Sejong, une ville nouvelle située environ 110 km au sud-est, à vol d'oiseau, de la capitale coréenne Séoul.

## Missions
Le service coréen de la culture et de l'information a pour mission de promouvoir la culture de la Corée du Sud sur la scène internationale, de favoriser les échanges interculturels, et de faire connaître les orientations politiques du gouvernement de la Corée du Sud,.
En 2017, il dispose, dans de nombreux pays, de 29 centres culturels répartis dans 25 pays, notamment aux États-Unis, au Brésil, au Japon, en Chine, en Inde, au Nigeria, en France et en Allemagne.

## Histoire
À l'initiative du gouvernement de la Corée du Sud, le service coréen de la culture et de l'information est fondé en 1971, sous le nom de service coréen de l'information à l'étranger. Il est alors un organisme public rattaché au ministère de la Culture et de l'Information,. En 1998, il devient le KOCIS, sous la tutelle du ministère de la Culture et du Tourisme. Dix ans plus tard, il est intégré au ministère coréen de la Culture, des Sports et du Tourisme.

## Site internet
Le service coréen de la culture anime un portail internet multilingue : www.korea.net. Ouvert depuis décembre 1995. Il diffuse des informations concernant l'actualité du pays du Matin calme, la culture coréenne, la politique du gouvernement coréen, la technologie, le sport, et divers autres aspects de l'évolution de la Corée du Sud.